# Apiocera arena
Apiocera arena är en tvåvingeart som beskrevs av Mont A. Cazier 1982. Apiocera arena ingår i släktet Apiocera och familjen Apioceridae.
Artens utbredningsområde är Kalifornien. Inga underarter finns listade i Catalogue of Life.